# Eublemma heterogramma
Eublemma heterogramma là một loài bướm đêm trong họ Erebidae.